# Maman (Indonesië)
Maman is een bestuurslaag in het regentschap Sumbawa van de provincie West-Nusa Tenggara, Indonesië. Maman telt 1370 inwoners (volkstelling 2010).